# Bionicle 2: Leyendas de Metru Nui
Bionicle 2: Leyendas de Metru Nui es la segunda película de la serie Bionicle y es una precuela de Bionicle: la Máscara de la Luz. Esta película sigue la historia de 2004 y fue creada usando elementos Lego de la serie Bionicle, y estrenada como directo a DVD. También es la última película de la franquicia que recibe una calificación por la MPAA. 
En esta película, Vakama recuerda los eventos que tuvieron lugar mucho antes de que las historias clásicas de Bionicle en Mata Nui, en los que él, junto con sus amigos Nuju, Matau, Onewa, Whenua, y Nokama fueron elegidos para ser los nuevo Toa de la isla de Metru Nui. Para salvar la ciudad, tienen que probarse dignos de ser Toa, encontrar sus poderes de las máscaras, y proteger el "corazón de Metru Nui". Sin embargo, también se encuentran atrapados en los planes del malvado Makuta Teridax.
La película tiene muchas escenas que usan metraje de sí misma. La película fue recibida con críticas mixtas, con algunas señalando el relleno en los agujeros argumentales de la última película. La serie continuó siendo conocido por sus efectos visuales y una anotación musical. Fue seguida por una secuela, Bionicle 3: Red de Sombras.

## Trama
La película comienza con Turaga Vakama describiendo una tierra que existió antes de Mata Nui llamada Metru Nui. Los habitantes de la gran ciudad creían que los guerreros conocidos como los Toa les protegerían, pero finalmente fueron derrotados por una sombra implacable.
Lhikan, el último Toa restante, viaja por toda la ciudad, dándole las Piedras Toa a seis Matoran:  Whenua, Nuju, Matau, Onewa, Nokama, y Vakama.  Después de dar la última piedra a Vakama, Lhikan es capturado por dos Cazadores Oscuros llamados Nidhiki y Krekka.  Vakama más tarde se encuentra con los otros Matoran en el Gran Templo en Ga-Metru; allí son transformados en seis nuevos Toa. Después de que Vakama tiene una visión, todos ellos se proponen a recuperar los seis Grandes Discos ocultos en todo Metru Nui, con la esperanza de demostrar a Turaga Dume, el líder de la ciudad, que son dignos de llamarse Toa.
Los Toa recuperan los discos y los llevan al Coliseo, pero Dume anuncia que "pequeños regalos" no los confirman como Toa, y procede a ponerlos a prueba al iniciar un mar de metal ascendiente en el Coliseo. Cuando los seis no pasan la prueba, Dume los denuncia como "impostores" y desata a los Vahki (ejecutores de la ley en la ciudad) sobre ellos. En la conmoción que sigue, Onewa, Nuju, y Whenua son absorbidos por un vórtice masivo y encarcelados mientras Vakama y los demás escapan del Coliseo saltando en un sistema de paracaídas, con los Cazadores Oscuros dándoles caza.
Vakama, Nokama y Matau abandonan el sistema de paracaídas en Ko-Metru cuando los Cazadores Oscuros hacen que el flujo se invierta. Al llegar al suelo, Vakama apunta la "estrella espíritu" de Lhikan volando por encima; mientras arda en el cielo de la noche, significa que Lhikan sigue vivo. El trío pide aventón en un transporte Vahki para seguir la estrella. Al llegar a Po-Metru, son emboscados de pronto por los Cazadores Oscuros, pero los pierden cuando una manada de bestias Kikanalo hace estampida a través de los cañones. A medida que los Toa huyen, Nokama descubre que su máscara le permite hablar y comprender los idiomas extranjeros, incluyendo el de los Kikanalo. Ella detiene la estampida y habla con el líder de la manada, que le dice a los Toa que Lhikan fue secuestrado por los Cazadores Oscuros en el "Cañón de los Susurros Eternos". Con la ayuda de los Kikanalo y el recién descubierto poder de Matau de la máscara de la ilusión, los Toa evitan a los Vahki que custodian el cañón, así como a los Cazadores Oscuros.
Mientras tanto, Onewa, Whenua y Nuju están tratando infructuosamente de escapar de la prisión cuando son abordados por un misterioso Turaga, quien explica que los poderes de la máscara Toa son necesarios para escapar. Para enseñarles cómo encontrar sus poderes de la máscara, el Turaga los pasa por prueba en la que llevan a cabo tareas aparentemente sin sentido. Finalmente, durante una discusión con Whenua, Onewa descubre su poder de la máscara, el control mental. Nuju, tratando de poner fin a su disputa, también descubre su poder de la máscara, la telequinesis, con la que crea una salida. Al atravesar los túneles de Onu-Metru, Whenua encuentra su poder de la máscara, la visión nocturna, antes de que los cuatro se reúnan con Vakama, Nokama y Matau. Para su sorpresa, el Turaga se revela como Lhikan, cuyo poder fue drenado cuando se convirtieron en Toa. Él pregunta acerca de la seguridad del "Corazón de Metru Nui", que Vakama creía que era el propio Lhikan, pero en realidad son los Matoran. Como Vakama desespera por haberse equivocado, descubre un recipiente pequeño que contiene a Dume; el Dume de antes era un impostor. Perseguidos por los Vahki, los Toa, junto con Lhikan, se disponen a detener al Dume falso, que ha convocado a los Matoran al Coliseo para ser colocados en recipientes. Cuando los Toa y Lhikan llegan, todos los Matoran están dormidos.
El Dume falso se revela como Makuta Teridax disfrazado. Después de haber traicionado al Gran Espíritu Mata Nui y a los Matoran, Teridax sumerge al anterior en sueño y comienza a absorber la energía de la ciudad. Los Toa se apresuran a encontrar a los Matoran, pero solo una pequeña cantidad puede ser llevada en el transporte, el resto tendrá que esperar. Los Toa reúnen tantas cápsulas de Matoran como pueden y corren para escapar de la ciudad desmoronante. A la salida, los Cazadores Oscuros les atacan de nuevo, pero son asesinados, junto con Nivawk, cuando Teridax los absorbe.
Antes de convertirse en un Toa, Vakama era un fabricante de máscaras en Ta-Metru, creando máscaras Kanohi de discos Kanoka. Antes del comienzo de la película, él fue reclutado por el Dume falso para crear la legendaria Máscara del Tiempo. Al principio, no tuvo éxito, pero ahora es capaz de crear la máscara del tiempo con los seis Grandes Discos. A medida que los héroes se abren camino lejos de Metru Nui, Vakama se da cuenta de que Teridax quería el control del tiempo para lograr sus objetivos.
Para salvar a los Matoran, los Toa deben "seguir la luz" a un lugar mucho más allá de Metru Nui. Sin embargo, se encuentran en el camino con Teridax, ahora un poderoso ser alado. Usando la máscara del tiempo, Vakama se enfrenta a Teridax, pero, incapaz de controlar plenamente el poder de la máscara, sólo retrasa el tiempo, haciéndolo incapaz de esquivar el siguiente ataque de Makuta. Lhikan interviene y recibe el ataque él mismo, pero queda fatalmente herido y muere momentos después con Vakama a su lado. Angustiado, Vakama descubre su poder de la máscara, que procede a utilizar contra Teridax. Con un solo tiro de su lanzador de discos Kanoka, Vakama le quita la máscara del tiempo (que se salió de su cara antes) de las manos de Teridax y la arroja al mar. Un enfurecido Teridax intenta matar a Vakama, pero es derrotado cuando accidentalmente coge un peñasco descomunal, causando que sea aplastado contra un acantilado. Los compañeros Toa de Vakama se reúnen con él, y combinan sus poderes para sellar a Teridax en una prisión de protodermis. Vakama mira de regreso hacia Metru Nui por última vez, y luego continúa con los otros Toa hacia la luz, llegando a la isla de Mata Nui.
Así como Lhikan sacrificó su poder para crear a los Toa Metru, Vakama y sus amigos ahora hacen lo mismo para despertar a los Matoran, un proceso que los transforma en Turaga. Uno de los Matoran, Takua, lleva a Vakama a otro Matoran, Jaller, cuya máscara se ha dañado. Vakama le da la máscara de Lhikan, y los otros Matoran se alegran como el símbolo de las Tres Virtudes (Unidad, Deber y Destino) se materializa en los cielos.

## Producción
Los planes estaban en marcha antes del estreno de la primera película de Bionicle en para crear una segunda película. Los directores Terry Shakespeare y David Molina tenían algunas entradas en la historia, aunque la mayor parte de la mitología ya había sido esbozada.
Para el estilo visual de la película, el director David Molina declaró: "Queríamos dar a este público una vista más grande del mundo BIONICLE - más entornos, paisajes más grandes." Además, "La isla de BIONICLE 2 es algo así como Manhattan, con un montón de comercio y grandes edificios. La primera película era muy íntima muy orgánica. Metru Nui es más mecánica, por lo que tiene una sensación diferente.”
Hablando sobre el trabajo de cámara, el director Terry Shakespeare dijo: "Nos concentramos mucho en la profundidad del campo con la cámara," Comparando las dos Bionicles, sintió "La primera película tenía colores primarios que fueron codificados a las zonas y una sensación más joven. Para BIONICLE 2, la abrimos - la paleta tenía que ser más sofisticada, más realista con tonos tierra, por lo que desaturamos a los personajes."
La mayor parte de la animación fue creada en Taiwán por una empresa llamada CGCG. El proceso de crear la película, desde el storyboard hasta la entrega de la película llevó 12 meses. Molina añade que la canalización y el proceso para crear esta película fue más rápido y más refinado que la primera película de Bionicle original. "Nuestra fuerza está trayendo a los personajes a la vida y no solo robots", agregó Shakespeare.

## Recepción
Toonami de Cartoon Network emitió varias escenas de la película junto con la primera película de Bionicle La Máscara de la Luz. La película fue proyectada por primera vez el 6 de octubre de 2004, en el Teatro El Capitán en Hollywood, California. Cartoon Network emitió la película por primera vez, menos de dos meses después de su lanzamiento el 18 de diciembre de 2004, a las 7 p. m., hora del este.
Aunque los revisores seguían escépticos en cuanto a la naturaleza promocional del juguete de estas películas, varios señalaron su mejora con respecto a la película Bionicle original, incluyendo su relleno de los principales agujeros argumentales que habían estado presentes en la primera película. Se notaron también sus referencias a El Señor de los Anillos, Star Wars, The Matrix, y Excalibur. Hubo preocupación de que la marca Bionicle promoviera la violencia, contrario a los temas de LEGO de paciencia y cuidadosa construcción. Una secuela titulada Bionicle 3: Red de Sombras fue estrenada en 2005. 
Bionicle 2 fue nominada en los Premios de Exclusivo a DVD a la Mejor Premiere Animada. También fue nominada por mejor director y mejor banda sonora original. Bionicle fue nominado en el Anual 32.º Premios Saturn por mejor lanzamiento en DVD. También fue ganador del Premio iParenting Media por Mejor Video Doméstico / DVD. Dos premios fueron ganados por el estudio que creó Bionicle 2 en el 27.º Premios Anuales Telly. También ganó el Premio Golden Reel por Edición de Sonido en un Lanzamiento Directo a Vídeo

### Lanzamiento en DVD
Bionicle 2: Leyendas de Metru Nui fue lanzada en DVD el 6 de octubre de 2004 en los Estados Unidos. El DVD incluye una serie de documentales incluyendo la realización de la película y la línea de juguetes asociados. También hay un featurette titulado "La Leyenda Revelada" que tiene una sesión breve de preguntas y respuestas con el equipo de producción. Algunos críticos estaban preocupados de que el DVD hace demasiado intento de vender el producto Bionicle.
La película tuvo una buena acogida entre los fanes de BIONICLE, con ella sosteniendo una calificación de "Fresca" de 83% en Rotten Tomatoes en la sección de usuarios.

## Reparto y Personajes
- Alessandro Juliani como Toa Vakama.
- Christopher Gaze como Turaga Vakama (narrador).
- Gerard Plunkett como Turaga Dume.
- Tabitha St. Germain como Toa Nokama.
- Michael Dobson como Toa Lhikan y Krekka.
- Brian Drummond como Toa Matau y Toa Onewa.
- Paul Dobson como Toa Whenua y Nidhiki.
- Trevor Devall como Toa Nuju.
- Lee Tockar como Makuta Teridax y Kongu.[17]